# بيسمارك فيريرا
بيسمارك دي أراوخو فيريرا، لاعب كرة قدم برازيلي.
كانت بداياته مع إيساكا البرازيلي ولعب لفترة بنظام الإعارة مع نادي لوفيدنسي البرازيلي وانتقل بعدها إلى نادي إيه بي سي البرازيلي و في مطلع عام 2016 وقع مع نادي نجران لمدة 5 شهور وبعد هبوط نادي نجران إلى الدرجة الأولى ووقع مع نادي القادسية و أعير إلى نادي خورفكان في عام 2019 و أعير إلى نادي الكويت مطلع عام 2020 .

## روابط خارجية
- بيسمارك فيريرا على موقع قاعدة بيانات كرة القدم.إي يو (الإنجليزية)
- بيسمارك فيريرا على موقع Soccerway.com (الإنجليزية)
- بيسمارك فيريرا على موقع كووورة